# Lista de ministros do Planejamento do Brasil
Esta é uma lista de ministros do Planejamento do Brasil.

## Período Populista(4.ª República)
| Nº | Foto | Nome          | Órgão                                     | Início                 | Fim                 | Presidente                      |
| -- | ---- | ------------- | ----------------------------------------- | ---------------------- | ------------------- | ------------------------------- |
| 1  |      | Celso Furtado | Ministério Extraordinário do Planejamento | 28 de setembro de 1962 | 31 de março de 1964 | João Goulart (presidencialismo) |

## Ditadura militar(5.ª República)
| Nº | Foto                 | Nome                       | Órgão                                                             | Início                | Fim                   | Presidente               |
| -- | -------------------- | -------------------------- | ----------------------------------------------------------------- | --------------------- | --------------------- | ------------------------ |
| 2  |                      | Roberto Campos             | Ministério Extraordinário do Planejamento e Coordenação Econômica | 15 de abril de 1964   | 14 de março de 1967   | Castelo Branco           |
| 3  |                      | Hélio Beltrão              | Ministério do Planejamento e Coordenação Geral                    | 15 de março de 1967   | 31 de agosto de 1969  | Costa e Silva            |
| 3  | 31 de agosto de 1969 | Hélio Beltrão              | Ministério do Planejamento e Coordenação Geral                    | 30 de outubro de 1969 | Junta militar de 1969 |                          |
| 4  |                      | João Paulo dos Reis Veloso | Secretaria de Planejamento da Presidência da República            | 31 de outubro de 1969 | 14 de março de 1974   | Emílio Garrastazu Médici |
| 4  | 15 de março de 1974  | João Paulo dos Reis Veloso | Secretaria de Planejamento da Presidência da República            | 14 de março de 1979   | Ernesto Geisel        |                          |
| 5  |                      | Mário Henrique Simonsen    | Secretaria de Planejamento da Presidência da República            | 15 de março de 1979   | 10 de agosto de 1979  | João Figueiredo          |
| 6  |                      | Golbery do Couto e Silva   | Secretaria de Planejamento da Presidência da República            | 10 de agosto de 1979  | 15 de agosto de 1979  | João Figueiredo          |
| 7  |                      | Antônio Delfim Netto       | Secretaria de Planejamento da Presidência da República            | 15 de agosto de 1979  | 14 de março de 1985   | João Figueiredo          |

## Nova República(6.ª República)
| Nº      | Foto                                                                 | Nome                         | Órgão                                                                           | Início                 | Fim                    | Presidente                |
| ------- | -------------------------------------------------------------------- | ---------------------------- | ------------------------------------------------------------------------------- | ---------------------- | ---------------------- | ------------------------- |
| 8       |                                                                      | João Sayad                   | Secretaria de Planejamento da Presidência da República                          | 15 de março de 1985    | 23 de março de 1987    | José Sarney               |
| 9       |                                                                      | Aníbal Teixeira de Souza     | Secretaria de Planejamento da Presidência da República                          | 24 de março de 1987    | 31 de março de 1987    | José Sarney               |
| 9       | Secretaria de Planejamento e Coordenação da Presidência da República | Aníbal Teixeira de Souza     | 1 de maio de 1987                                                               | 21 de janeiro de 1988  |                        | José Sarney               |
| 10      | Secretaria de Planejamento e Coordenação da Presidência da República |                              | João Batista de Abreu                                                           | 22 de janeiro de 1988  | 14 de março de 1990    | José Sarney               |
| 11      |                                                                      | Paulo Roberto Haddad         | Secretaria de Planejamento, Orçamento e Coordenação da Presidência da República | 19 de outubro de 1992  | 26 de janeiro de 1993  | Itamar Franco             |
| 12      |                                                                      | Yeda Crusius                 | Secretaria de Planejamento, Orçamento e Coordenação da Presidência da República | 26 de janeiro de 1993  | 7 de maio de 1993      | Itamar Franco             |
| 13      |                                                                      | Alexis Stepanenko            | Secretaria de Planejamento, Orçamento e Coordenação da Presidência da República | 7 de maio de 1993      | 3 de março de 1994     | Itamar Franco             |
| 14      |                                                                      | Beni Veras                   | Secretaria de Planejamento, Orçamento e Coordenação da Presidência da República | 3 de março de 1994     | 1 de janeiro de 1995   | Itamar Franco             |
| 15      |                                                                      | José Serra                   | Ministério do Planejamento e Orçamento                                          | 1 de janeiro de 1995   | 30 de abril de 1996    | Fernando Henrique Cardoso |
| 16      |                                                                      | Antônio Kandir               | Ministério do Planejamento e Orçamento                                          | 4 de junho de 1996     | 30 de março de 1998    | Fernando Henrique Cardoso |
| 17      |                                                                      | Paulo de Tarso Almeida Paiva | Ministério do Orçamento e Gestão                                                | 30 de março de 1998    | 30 de março de 1999    | Fernando Henrique Cardoso |
| 18      |                                                                      | Pedro Parente                | Ministério do Planejamento, Orçamento e Gestão                                  | 6 de maio de 1999      | 18 de julho de 1999    | Fernando Henrique Cardoso |
| 19      |                                                                      | Martus Tavares               | Ministério do Planejamento, Orçamento e Gestão                                  | 19 de julho de 1999    | 3 de abril de 2002     | Fernando Henrique Cardoso |
| 20      |                                                                      | Guilherme Gomes Dias         | Ministério do Planejamento, Orçamento e Gestão                                  | 3 de abril de 2002     | 1 de janeiro de 2003   | Fernando Henrique Cardoso |
| 21      |                                                                      | Guido Mantega                | Ministério do Planejamento, Orçamento e Gestão                                  | 1 de janeiro de 2003   | 18 de novembro de 2004 | Luiz Inácio Lula da Silva |
| 22      |                                                                      | Nelson Machado               | Ministério do Planejamento, Orçamento e Gestão                                  | 19 de novembro de 2004 | 22 de março de 2005    | Luiz Inácio Lula da Silva |
| 23      |                                                                      | Paulo Bernardo               | Ministério do Planejamento, Orçamento e Gestão                                  | 22 de março de 2005    | 31 de dezembro de 2010 | Luiz Inácio Lula da Silva |
| 24      |                                                                      | Miriam Belchior              | Ministério do Planejamento, Orçamento e Gestão                                  | 1 de janeiro de 2011   | 1 de janeiro de 2015   | Dilma Rousseff            |
| 25      |                                                                      | Nelson Barbosa               | Ministério do Planejamento, Orçamento e Gestão                                  | 1 de janeiro de 2015   | 18 de dezembro de 2015 | Dilma Rousseff            |
| 26      |                                                                      | Valdir Moysés Simão          | Ministério do Planejamento, Orçamento e Gestão                                  | 18 de dezembro de 2015 | 12 de maio de 2016     | Dilma Rousseff            |
| 27      |                                                                      | Romero Jucá                  | Ministério do Planejamento, Desenvolvimento e Gestão                            | 12 de maio de 2016     | 23 de maio de 2016     | Michel Temer              |
| 28      |                                                                      | Dyogo Oliveira               | Ministério do Planejamento, Desenvolvimento e Gestão                            | 23 de maio de 2016     | 10 de abril de 2018    | Michel Temer              |
| 29      |                                                                      | Esteves Colnago              | Ministério do Planejamento, Desenvolvimento e Gestão                            | 10 de abril de 2018    | 1 de janeiro de 2019   | Michel Temer              |
| Extinto | Extinto                                                              | Extinto                      | Extinto                                                                         | 1 de janeiro de 2019   | 1 de janeiro de 2023   | Jair Bolsonaro            |
| 30      |                                                                      | Simone Tebet                 | Ministério do Planejamento e Orçamento                                          | 1 de janeiro de 2023   | —                      | Luiz Inácio Lula da Silva |